# 拉艾富阿西耶尔
拉艾富阿西耶尔（法語：La Haie-Fouassière，法語發音：[la ɛ fwasjɛʁ] ⓘ）是法国大西洋卢瓦尔省的一个市镇，属于南特区。

## 地理
拉艾富阿西耶尔（47°9'20"N, 1°23'57"W）面积11.81 平方千米，位于法国卢瓦尔河地区大区大西洋卢瓦尔省，该省份为法国西北部沿海省份，位于布列塔尼半岛东南部，北起伊勒-维莱讷省，西北接莫尔比昂省，西临大西洋，南至旺代省，东临曼恩-卢瓦尔省。
与拉艾富阿西耶尔接壤的市镇（或旧市镇、城区）包括：拉沙佩勒厄兰、上古莱讷、塞夫尔河畔迈东、勒帕莱、曼恩河畔圣菲亚克、韦尔图。

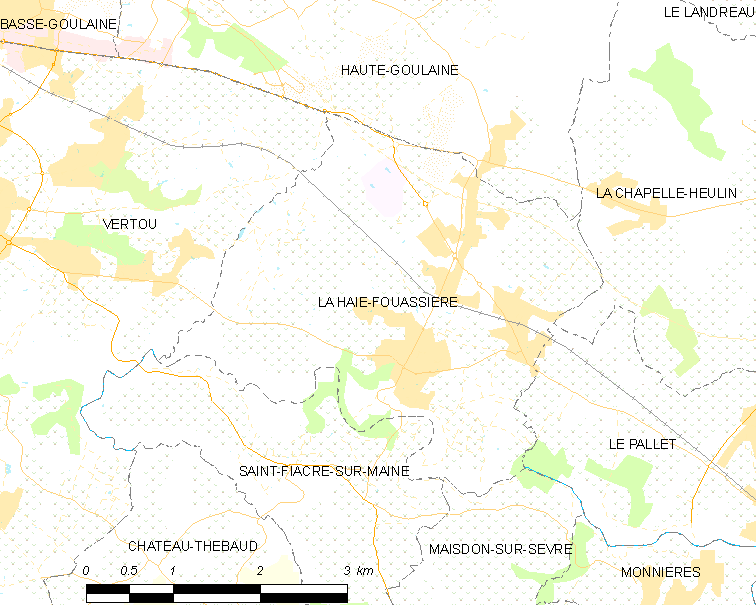
拉艾富阿西耶尔的OSM定位图

拉艾富阿西耶尔的时区为UTC+01:00、UTC+02:00（夏令时）。

## 行政
拉艾富阿西耶尔的邮政编码为44690，INSEE市镇编码为44070。

## 政治
拉艾富阿西耶尔所属的省级选区为韦尔图县。

## 人口

1962-2008年间拉艾富阿西耶尔人口变化图示

拉艾富阿西耶尔于2022年1月1日时的人口数量为4734人。